# Schildia microthorax
Schildia microthorax is een vliegensoort uit de familie van de roofvliegen (Asilidae). De wetenschappelijke naam van de soort en van het geslacht Schildia is voor het eerst geldig gepubliceerd in 1923 door John Merton Aldrich. De soort komt voor in Costa Rica, waar ze werd verzameld door Pablo Schild, naar wie het geslacht Schildia is genoemd.